# KFNB – Jupiter II bis Clio
| KFNB „JUPITER II“ bis „CLIO“ | KFNB „JUPITER II“ bis „CLIO“ | KFNB „JUPITER II“ bis „CLIO“ |
| ---------------------------- | ---------------------------- | ---------------------------- |
| KFNB „Olomucia II“           |                              |                              |
| Technische Daten             |                              |                              |
|                              | 1865                         | Reko 1872/82                 |
| Bauart                       | 1B n2                        | 1B n2                        |
| Zylinder-Ø                   | 382 mm                       | 382 mm                       |
| Kolbenhub                    | 632 mm                       | 632 mm                       |
| Treibrad-Ø                   | 1264 mm                      | 1264 mm                      |
| Laufrad-Ø vorne              | 948 mm                       | 948 mm                       |
| Laufrad-Ø hinten             | –                            | –                            |
| Fester Radstand              | k. A.                        | 3326 mm                      |
| Gesamtradstand               | k. A.                        | 3326 mm                      |
| Gesamtradstand + Tender      | k. A.                        | k. A.                        |
| Heizfl. d. Rohre             | 89,4 m²                      | 111,5 m²                     |
| Heizfl. d. Feuerbüchse       | 7,9 m²                       | 7,6 m²                       |
| Rostfl.                      | k. A.                        | 1,50 m²                      |
| Dampfdruck                   | 6,7                          | 10,3                         |
| Gewicht (leer)               | k. A.                        | 28,3 t                       |
| Adhäsionsgewicht             | k. A.                        | 21,6 t                       |
| Dienstgewicht                | k. A.                        | 30,8 t                       |
| Dienstgewicht + Tender       | k. A.                        | k. A.                        |
| Gesamtgewicht                | 97,3 t                       | 119,1 t                      |
| Wasser                       | k. A.                        | k. A.                        |
| Kohle                        | k. A.                        | k. A.                        |
| Länge                        | k. A.                        | 7,969 m                      |
| Länge + Tender               | k. A.                        | k. A.                        |
| Höhe                         | k. A.                        | k. A.                        |

Die Dampflokomotiven „JUPITER II“ bis „CLIO“ waren Güterzuglokomotiven der KFNB.
Sie wurden 1861/1862 von der Lokomotivfabrik Sigl in Wien an die KFNB mit der Achsformel 1B geliefert.
Sie ähneln der Haswellschen Einheitstype, besitzen aber schon eine Schutzbrille für das Lokomotivpersonal.
Die Lokomotiven wurden 1872 bis 1882 rekonstruiert, wobei sie stärkere Kessel und auch ein Führerhaus bekamen.
Alle Maschinen wurden zwischen 1898 und 1902 ausgeschieden.